# 照天君
照天君是中國福建福州民間信仰信奉的鄉土神祇。照天君與福州人的榕樹崇拜有關，原本只是福州市區南門兜及茶亭一帶的地方神祇，為闽越境的境主。20世紀末期信眾越來越多，香火日盛，長樂、福清、羅源亦有供奉者。

## 信仰起源
關於照天君信仰的來源，一共有兩種說法。
一種說法稱，鴉片戰爭前後，南門兜的澳尾巷一帶多河塘港汊，有一條石板小路穿過河塘前往幫邊村，此路邊有四株古榕，因地勢不平，走夜路之人經常落入河塘溺水身亡。一夜有人行至古榕下，忽見一團火光照亮路面，此後夜夜如此。百姓以至為神，在樹下建立神龕祭祀，稱之為「照天君」，並以神像開眼之日的七月十九作為照天君的誕辰。後古榕枯死，神像被前往附近的接龍亭供奉，此接龍亭即為南天照天君宮的祖殿。
另一種說法稱，照天君原名照天柱，881年生，福州连江人，16岁出家雪峰寺为僧。被王审知聘为福州东门报国资圣禅院住持。后照天君改信道教，信众称其为“照真人”，常在一棵榕树下講道。王审知逝世後內乱，照天柱为拯救城外百姓，引导民众逃离，他自己卻劳累过度在榕樹下羽化。信眾建庙崇祀。

## 廟宇
照天君的廟宇分佈於福州各地，其中規模最大的一座是位於晉安區金鷄山的南天照天君宫。接龍亭南天照天君祖殿位於台江區的東西河畔，該廟宇同時也是九案泰山信仰的涵頭堂。另一座祖殿是位於倉山區高蓋山的南天宫照天君道场。

## 相關經典
- 《照大天君真經》 （页面存档备份，存于）